# لودويغ غيير
لودويغ غيير (بالألمانية: Ludwig Geyer)‏ (و. 1779 – 1821 م) هو ممثل، وشاعر، ورسام، وممثل مسرحي، ومغني، وكاتب، وملحن ألماني، ولد في أيسليبن، توفي في درسدن، عن عمر يناهز 42 عاماً.

## التعليم
تعلم في جامعة لايبتزغ
.